# Trevor Rosenthal
Trevor Jordan Rosenthal (ur. 29 maja 1990) – amerykański baseballista występujący na pozycji miotacza (relief pitchera) w St. Louis Cardinals.

## Kariera
Rosenthal studiował w Cowley Community College, gdzie w 2009 grał w drużynie uniwersyteckiej Cowley Tigers, zrzeszonej w National Junior College Athletic Association. W czerwcu 2009 został wybrany w 21. rundzie draftu przez St. Louis Cardinals, i początkowo grał w klubach farmerskich tego zespołu, między innymi w Memphis Redbirds, reprezentującym poziom Triple-A. W Major League Baseball zadebiutował 18 lipca 2012 w meczu przeciwko Milwaukee Brewers
9 czerwca 2013 w meczu z Cincinnati Reds rozegranym na Great American Ball Park, wygranym przez Cardinals 11–4 po dziesięciu zmianach, zanotował pierwsze zwycięstwo w MLB. W sezonach 2014 i 2015 był drugi w klasyfikacji pod względem liczby save’ów w National League (odpowiednio 45 i 48). W lipcu 2015 po raz pierwszy otrzymał powołanie do NL All-Star Team.

## Nagrody i wyróżnienia
| Nagroda/wyróżnienie | Lata | Źródło |
| All-Star            | 2015 | [ 2 ]  |